# Франсуа Бошемен
Джозеф Джин-Франсуа Вінет Бошемен (англ. Joseph Jean-François Vinet Beauchemin, нар. 4 червня 1980, Сорель-Трасі) — канадський хокеїст, захисник клубу НХЛ «Анагайм Дакс». Гравець збірної команди Канади.
Володар Кубка Стенлі.

## Ігрова кар'єра

### Клубна кар'єра
Хокейну кар'єру розпочав 1995 року.
Франсуа Бошемен був обраний на драфті НХЛ 1998 року клубом «Монреаль Канадієнс» в третьому раунді. За монреальців він провів одну гру в сезоні 2002/03 проти «Міннесоти Вайлд» 27 лютого 2003 року, після чого був відправлений в АХЛ, де і провів наступні два сезони. 15 вересня 2004 року Бошемена з драфта відмов «Монреаля» забрав «Колумбус Блю Джекетс», але через локаут дебютувати за «Коламбус» Бошемен зміг тільки через рік в матчі проти «Вашингтон Кепіталс».. За «Блю Джекетс» Бошемен провів всього 11 матчів, після чого його разом з Тайлером Райтом обміняли в «Анагайм Дакс» на Сергія Федорова та вибір в п'ятому раунді драфта 2006 року.
Франсуа відразу став основним захисником команди, провівши за «Анагайм» 61 матч в регулярному чемпіонаті і ще 16 ігор в плей-оф. 18 листопада 2005 року Бошемен зіграв першу гру за «качок» — проти «Колорадо Аваланч», а вже 6 грудня закинув першу шайбу в НХЛ в ворота Мартіна Гербера з «Кароліни». У наступному сезоні «Анагайм Дакс» вперше в своїй історії виграли Кубок Стенлі. Бошемен вніс свій внесок у досягнення цієї перемоги, набравши 28 очок в регулярному чемпіонаті і ще 16 очок в плей-оф, відзначившись закинутою шайбою в заключному матчі фінальної серії проти «Оттави Сенаторс». 14 листопада 2008 року в матчі проти «Нешвілл Предаторс» Бошемен отримав травму коліна, через яку був змушений пропустити майже весь регулярний сезон. 1 липня 2009 року Бошемен став необмежено вільним агентом, але «Анагайм» не запропонував йому новий контракт, і 6 липня Франсуа перейшов в «Торонто Мейпл Ліфс», підписавши з клубом трирічний контракт на суму 3,8 млн доларів на рік.

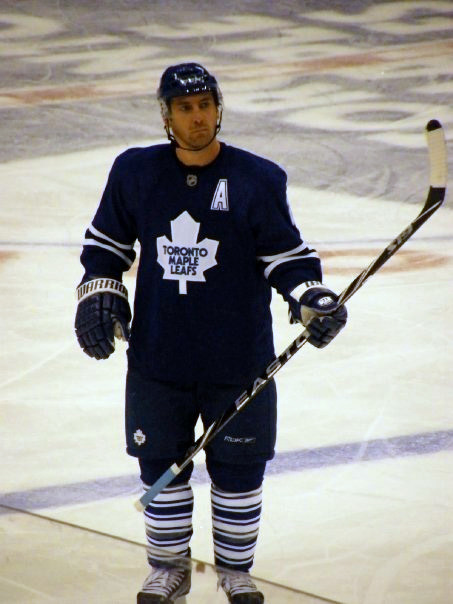
Франсуа Бошемен в складі «Торонто Мейпл Ліфс»

В кінці листопада 2009 року в Бошемена на тренуванні трапився конфлікт з нападником Михайлом Грабовським, який ледь не переріс у бійку, але гравців встигли розняти. Як пізніше заявив головний тренер «Торонто» Рон Вілсон, інцидент стався через обговорення телесеріалу. 9 лютого 2011 року «Торонто» обміняв Бошемена в «Анагайм» на Джофрі Лупула, Джейка Гардінера і вибір в четвертому раунді драфту 2013 року. Всього за неповні два сезони Франсуа Бошемен зіграв за «Мейпл Ліфс» в 136 матчах, в яких відзначився 38 очками. Як заявив після обміну генеральний менеджер «Дакс» Боб Мюррей, Бошемена неправильно використовували в «Торонто» і тепер у своїй новій старій команді під керівництвом Ренді Карлайла він повернеться до свого колишнього ігрового стилю.
21 січня 2012 року Бошемен продовжив контракт з «Анагаймом» на три роки.
1 липня 2015 року Бошемен, будучи необмежено вільним агентом, перейшов в «Колорадо Аваланч» і підписав з клубом трирічний контракт на суму $ 4,5 млн на рік.
15 червня 2017 року «Колорадо» викупив останній рік контракту гравця.
Наразі провів 836 матчів у НХЛ, включаючи 97 ігор плей-оф Кубка Стенлі.

### В збірній
Бошемен був в розширеному списку кандидатів до складу збірної Канади на Олімпіаді у Ванкувері, але в підсумковий список не потрапив. Він був у складі збірної на Чемпіонаті світу в Німеччині, де канадці виступили невдало, програвши три з шести матчів на груповому етапі і вибувши в чвертьфіналі.

## Статистика

### Клубні виступи
| Сезон        | Клуб                   | Ліга         | Регулярний сезон | Регулярний сезон | Регулярний сезон | Регулярний сезон | Регулярний сезон | Плей-оф | Плей-оф | Плей-оф | Плей-оф | Плей-оф |
| Сезон        | Клуб                   | Ліга         | І                | Г                | П                | О                | ШХ               | І       | Г       | П       | О       | ШХ      |
| ------------ | ---------------------- | ------------ | ---------------- | ---------------- | ---------------- | ---------------- | ---------------- | ------- | ------- | ------- | ------- | ------- |
| 1995–96      | Richelieu              | QAAA         | 40               | 9                | 23               | 32               | 59               | —       | —       | —       | —       | —       |
| 1996–97      | «Лаваль Тітан»         | ГЮХЛК        | 66               | 7                | 20               | 27               | 112              | 3       | 0       | 0       | 0       | 2       |
| 1997–98      | «Лаваль Тітан»         | ГЮХЛК        | 70               | 12               | 35               | 47               | 132              | 16      | 1       | 3       | 4       | 23      |
| 1998–99      | «Аседіе-Батерст Тітан» | ГЮХЛК        | 31               | 4                | 17               | 21               | 53               | 23      | 2       | 16      | 18      | 55      |
| 1999–00      | «Аседіе-Батерст Тітан» | ГЮХЛК        | 38               | 11               | 36               | 47               | 64               | —       | —       | —       | —       | —       |
| 1999–00      | «Монктон Вайлдкетс»    | ГЮХЛК        | 33               | 8                | 31               | 39               | 35               | 16      | 2       | 11      | 13      | 14      |
| 2000–01      | «Квебек Цитаделс»      | АХЛ          | 56               | 3                | 6                | 9                | 44               | —       | —       | —       | —       | —       |
| 2001–02      | «Міссісіпі Сі Вулвс»   | ECHL         | 7                | 1                | 3                | 4                | 2                | —       | —       | —       | —       | —       |
| 2001–02      | «Квебек Цитаделс»      | АХЛ          | 56               | 8                | 11               | 19               | 88               | 3       | 0       | 1       | 1       | 0       |
| 2002–03      | «Гамільтон Бульдогс»   | АХЛ          | 75               | 7                | 21               | 28               | 92               | 23      | 1       | 9       | 10      | 16      |
| 2002–03      | «Монреаль Канадієнс»   | НХЛ          | 1                | 0                | 0                | 0                | 0                | —       | —       | —       | —       | —       |
| 2003–04      | «Гамільтон Бульдогс»   | АХЛ          | 77               | 9                | 27               | 36               | 57               | 10      | 2       | 4       | 6       | 18      |
| 2004–05      | «Сюрак'юз Кранч»       | АХЛ          | 72               | 3                | 27               | 30               | 55               | —       | —       | —       | —       | —       |
| 2005–06      | «Колумбус Блю-Джекетс» | НХЛ          | 11               | 0                | 2                | 2                | 11               | —       | —       | —       | —       | —       |
| 2005–06      | «Анагайм Дакс»         | НХЛ          | 61               | 8                | 26               | 34               | 41               | 16      | 3       | 6       | 9       | 11      |
| 2006–07      | «Анагайм Дакс»         | НХЛ          | 71               | 7                | 21               | 28               | 49               | 20      | 4       | 4       | 8       | 16      |
| 2007–08      | «Анагайм Дакс»         | НХЛ          | 82               | 2                | 19               | 21               | 59               | 6       | 0       | 0       | 0       | 26      |
| 2008–09      | «Анагайм Дакс»         | НХЛ          | 20               | 4                | 1                | 5                | 12               | 13      | 1       | 0       | 1       | 15      |
| 2009–10      | «Торонто Мейпл-Ліфс»   | НХЛ          | 82               | 5                | 21               | 26               | 33               | —       | —       | —       | —       | —       |
| 2010–11      | «Торонто Мейпл-Ліфс»   | НХЛ          | 54               | 2                | 10               | 12               | 16               | —       | —       | —       | —       | —       |
| 2010–11      | «Анагайм Дакс»         | НХЛ          | 27               | 3                | 2                | 5                | 16               | 6       | 0       | 2       | 2       | 2       |
| 2011–12      | «Анагайм Дакс»         | НХЛ          | 82               | 8                | 14               | 22               | 48               | —       | —       | —       | —       | —       |
| 2012–13      | «Анагайм Дакс»         | НХЛ          | 48               | 6                | 18               | 24               | 22               | 7       | 2       | 4       | 6       | 4       |
| 2013–14      | «Анагайм Дакс»         | НХЛ          | 70               | 4                | 13               | 17               | 39               | 13      | 0       | 4       | 4       | 2       |
| 2014–15      | «Анагайм Дакс»         | НХЛ          | 64               | 11               | 12               | 23               | 48               | 16      | 0       | 9       | 9       | 2       |
| 2015–16      | «Колорадо Аваланч»     | НХЛ          | 82               | 8                | 26               | 34               | 38               | —       | —       | —       | —       | —       |
| 2016–17      | «Колорадо Аваланч»     | НХЛ          | 81               | 5                | 13               | 18               | 32               | —       | —       | —       | —       | —       |
| Усього в НХЛ | Усього в НХЛ           | Усього в НХЛ | 836              | 73               | 198              | 271              | 464              | 97      | 10      | 29      | 39      | 78      |

### Збірна
| Рік                | Команда            | Турнір             | Місце              | І | Г | П | О | ШХ |
| ------------------ | ------------------ | ------------------ | ------------------ | - | - | - | - | -- |
| 2010               | Канада             | ЧС                 | 7-е                | 7 | 0 | 1 | 1 | 0  |
| Національна збірна | Національна збірна | Національна збірна | Національна збірна | 7 | 0 | 1 | 1 | 0  |